# اندری رمنیوک
اندری رمنیوک (اوکراینی: Андрій Сергійович Ременюк؛ زادهٔ ۳ فوریهٔ ۱۹۹۹) بازیکن فوتبال اهل اوکراین است.
وی همچنین در تیم‌های ملی فوتبال Ukraine national under-19 football team و زیر ۲۰ سال اوکراین بازی کرده‌است.